# Freno aerodinamico
Un freno aerodinamico è un dispositivo che agisce sul flusso d'aria passante all'esterno di un veicolo in movimento opponendo resistenza al moto del veicolo stesso. Alcuni esempi di freno aerodinamico sono le vele rilasciate dai dragster al termine della loro corsa o da alcuni aeroplani durante l'atterraggio e i flap posti sulle fusoliere di alcuni aeroplani anch'essi attivati durante l'atterraggio (aerofreni). In moltissimi casi, i freni aerodinamici sono situati posteriormente rispetto al centro della lunghezza del mezzo. Il motivo è la ricerca di una maggiore stabilità in frenata. Infatti essendo in questa posizione, i dispositivi generano condizioni di equilibrio stabile anziché condizioni di equilibrio instabile (montaggio anteriore). Tuttavia, l'utilizzo di questi dispositivi, garantendo potenza di frenata, ma non regolazione fine della stessa, deve sempre essere affiancato da freni di altro tipo con maggiore precisione come ad esempio i freni a disco di tipo idraulico.

## Terminologia
Il nome "freno aerodinamico" è spesso usato anche per un altro elemento diverso dal dispositivo di rallentamento di veicoli. Infatti, questo nome è anche usato quando, in un'analisi aerodinamica, si parla dell'opposizione al flusso generata da qualsiasi elemento che vi interagisce. Ad esempio, durante una prova aerodinamica automobilistica, un alettone posteriore di stabilizzazione e carico di massa del mezzo, genera inevitabilmente un freno aerodinamico ai flussi d'aria passanti; questo effetto è spesso indesiderato. Ancora, il flusso generato da una ventola che raffredda un radiatore, incontra un freno aerodinamico causato dalle lamelle del radiatore del veicolo.